# Megachile pugnata
Megachile pugnata là một loài Hymenoptera trong họ Megachilidae. Loài này được Say mô tả khoa học năm 1837.